# Schickard (cráter)

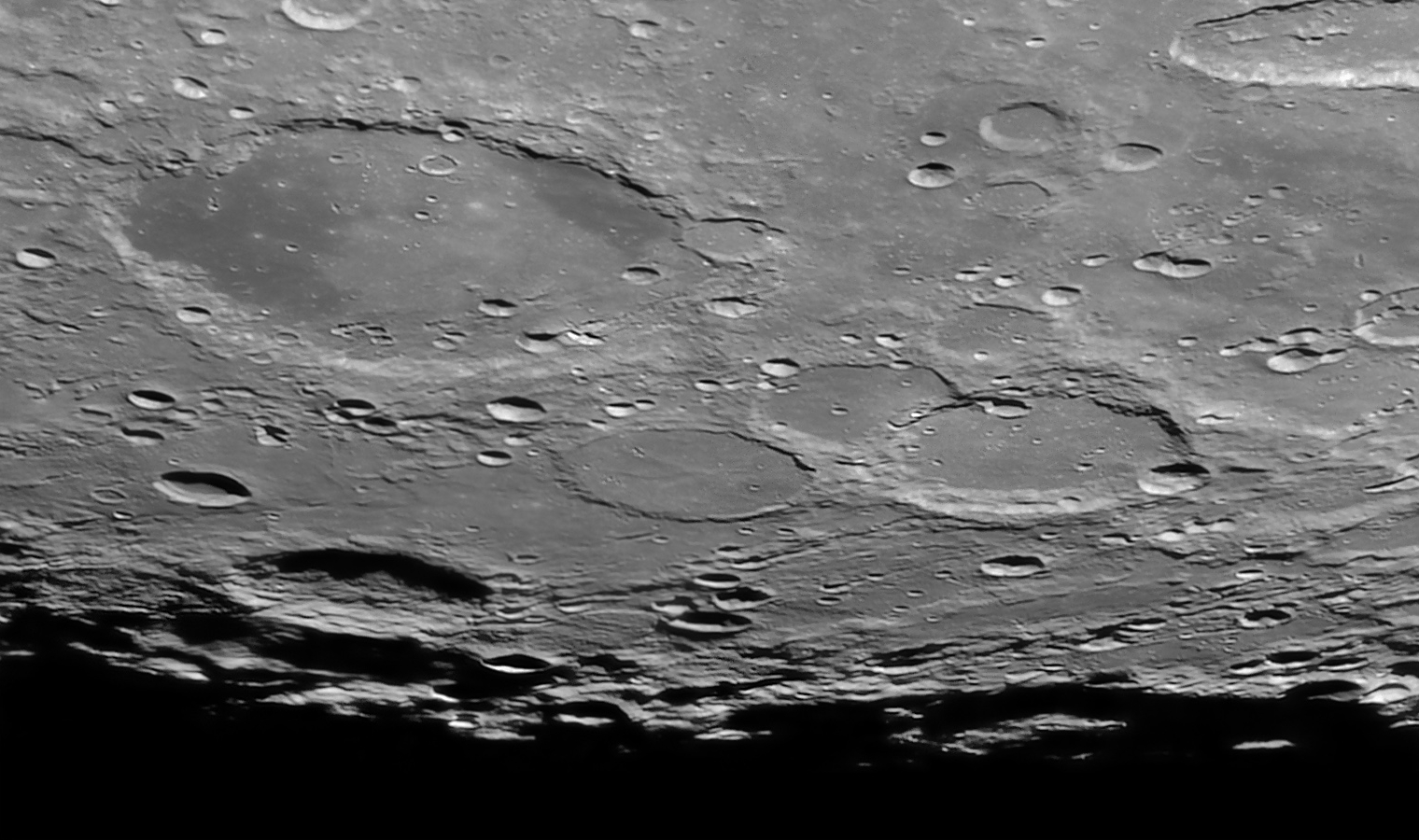
Vista desde la Tierra de Schickard, arriba a la izquierda. Nasmyth, Phocylides, y Wargentin aparecen a la derecha.

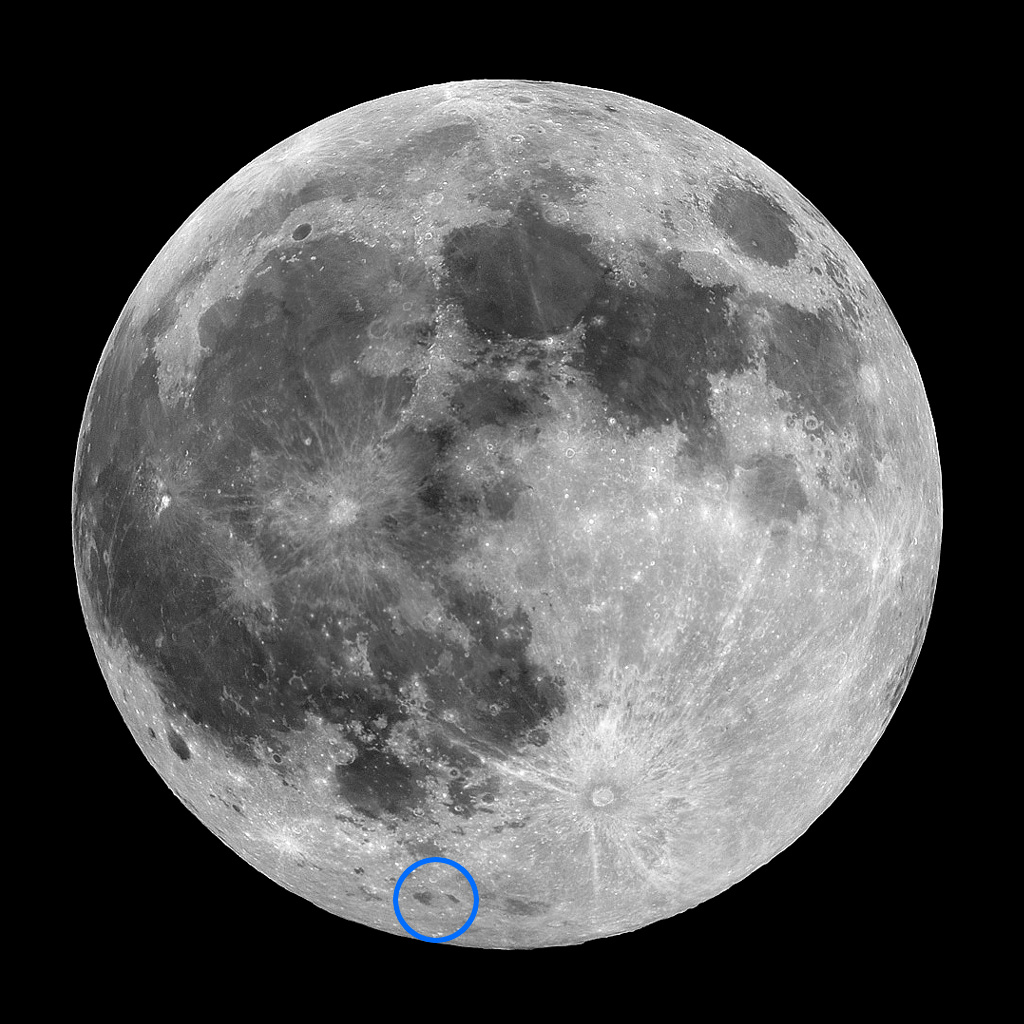
Posición de Schickard sobre el globo lunar

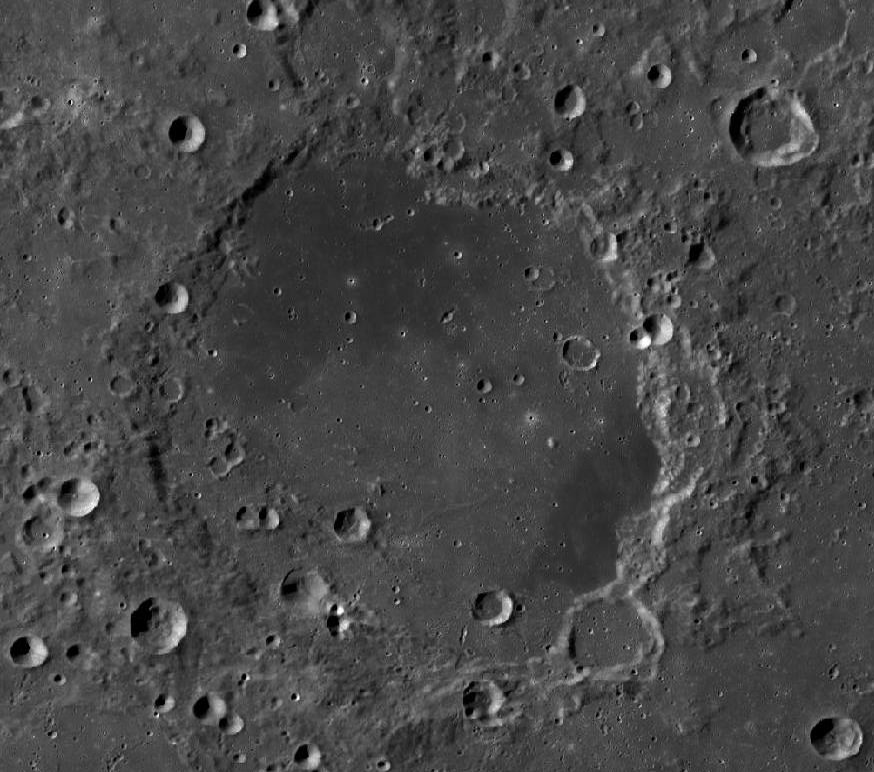
Fotografía de la misión
Lunar Reconnaissance Orbiter

Schickard es un cráter de impacto lunar del tipo denominado llanura amurallada. Se encuentra en el sector suroeste de la Luna, cerca del terminador lunar. En consecuencia, su aspecto es alargado debido al escorzo. Junto al borde norte se halla el cráter más pequeño Lehmann, y al noreste aparece Drebbel, aún más pequeño. Al sudoeste de Schickard yace Wargentin, una meseta inundada de lava.
|  |

Schickard tiene un borde desgastado cubierto en varios lugares por cráteres de impacto más pequeños. El más prominente de estos es el irregular Schickard E, que atraviesa el borde suroriental. El suelo de Schickard ha sido parcialmente inundado por la lava, dejando solo la parte suroeste de textura rugosa al descubierto.
El suelo de Schickard está marcado con una banda triangular de material más claro de alto albedo, dejando zonas relativamente más oscuras al norte y al sureste. Este elemento es más prominente cuando el Sol está en un ángulo relativamente alto. También presenta varios pequeños impactos de cráteres en el suelo, sobre todo en el sureste.

## Cráteres satélite
Por convención estos elementos son identificados en los mapas lunares poniendo la letra en el lado del punto medio del cráter que está más cercano a Schickard.
|           | \| Schickard \| Coordenadas \| Diámetro \| \| --------- \| ------------------------------ \| -------- \| \| A \| 46°54′S 53°36′O / -46.9, -53.6 \| 14 km \| \| B \| 43°36′S 51°54′O / -43.6, -51.9 \| 13 km \| \| C \| 45°48′S 55°48′O / -45.8, -55.8 \| 13 km \| \| D \| 45°42′S 57°24′O / -45.7, -57.4 \| 9 km \| \| E \| 47°12′S 51°36′O / -47.2, -51.6 \| 32 km \| \| F \| 48°06′S 53°36′O / -48.1, -53.6 \| 17 km \| \| G \| 43°00′S 58°54′O / -43.0, -58.9 \| 12 km \| \| H \| 43°30′S 62°12′O / -43.5, -62.2 \| 16 km \| \| J \| 45°00′S 62°06′O / -45.0, -62.1 \| 11 km \| \| K \| 43°54′S 63°48′O / -43.9, -63.8 \| 16 km \| \| L \| 44°06′S 59°36′O / -44.1, -59.6 \| 7 km \| \| M \| 44°12′S 58°54′O / -44.2, -58.9 \| 7 km \| \| N \| 41°18′S 54°36′O / -41.3, -54.6 \| 6 km \| \| P \| 42°54′S 48°18′O / -42.9, -48.3 \| 92 km \| \| Q \| 42°42′S 52°54′O / -42.7, -52.9 \| 5 km \| \| R \| 44°06′S 53°36′O / -44.1, -53.6 \| 5 km \| \| S \| 46°36′S 56°42′O / -46.6, -56.7 \| 15 km \| \| T \| 44°48′S 50°12′O / -44.8, -50.2 \| 4 km \| \| W \| 45°00′S 57°48′O / -45.0, -57.8 \| 7 km \| \| X \| 43°36′S 51°06′O / -43.6, -51.1 \| 8 km \| \| Y \| 47°18′S 57°12′O / -47.3, -57.2 \| 5 km \| |          |
| Schickard | Coordenadas | Diámetro |
| A         | 46°54′S 53°36′O / -46.9, -53.6 | 14 km    |
| B         | 43°36′S 51°54′O / -43.6, -51.9 | 13 km    |
| C         | 45°48′S 55°48′O / -45.8, -55.8 | 13 km    |
| D         | 45°42′S 57°24′O / -45.7, -57.4 | 9 km     |
| E         | 47°12′S 51°36′O / -47.2, -51.6 | 32 km    |
| F         | 48°06′S 53°36′O / -48.1, -53.6 | 17 km    |
| G         | 43°00′S 58°54′O / -43.0, -58.9 | 12 km    |
| H         | 43°30′S 62°12′O / -43.5, -62.2 | 16 km    |
| J         | 45°00′S 62°06′O / -45.0, -62.1 | 11 km    |
| K         | 43°54′S 63°48′O / -43.9, -63.8 | 16 km    |
| L         | 44°06′S 59°36′O / -44.1, -59.6 | 7 km     |
| M         | 44°12′S 58°54′O / -44.2, -58.9 | 7 km     |
| N         | 41°18′S 54°36′O / -41.3, -54.6 | 6 km     |
| P         | 42°54′S 48°18′O / -42.9, -48.3 | 92 km    |
| Q         | 42°42′S 52°54′O / -42.7, -52.9 | 5 km     |
| R         | 44°06′S 53°36′O / -44.1, -53.6 | 5 km     |
| S         | 46°36′S 56°42′O / -46.6, -56.7 | 15 km    |
| T         | 44°48′S 50°12′O / -44.8, -50.2 | 4 km     |
| W         | 45°00′S 57°48′O / -45.0, -57.8 | 7 km     |
| X         | 43°36′S 51°06′O / -43.6, -51.1 | 8 km     |
| Y         | 47°18′S 57°12′O / -47.3, -57.2 | 5 km     |